# Gundlavaddigeri, Hospet
Gundlavaddigeri là một làng thuộc tehsil Hospet, huyện Bellary, bang Karnataka, Ấn Độ.